# طوقان الجبل مسطح المنقار
طوقان الجبل مسطح المنقار (الاسم العلمي:Andigena laminirostris) (بالإنجليزية: Plate-billed Mountain Toucan)‏ هو نوع من الطيور يتبع جنس طوقان الجبل من الفصيلة الطوقانية.